# Charles Vignes
Pour les articles homonymes, voir Vignes.
Charles Vignes, né le 11 août 1905 à Dijon et décédé le 4 juin 1951 à Fort-Lamy, est un médecin militaire français du Corps d santé& des troupes coloniales, compagnon de la Libération.

## Début de carrière
Charles Vignes entre à l'École de Santé navale de Bordeaux en octobre 1927, il en sort en 1933 comme médecin lieutenant.
Il sert en Indochine de 1933 à janvier 1938, puis est désigné pour servir en Afrique équatoriale française où il est médecin-chef du département sanitaire du Kanem à Mao au Tchad où le trouve l'armistice de 1940.

## Seconde Guerre mondiale
Charles Vignes rallie la France libre et rejoint la Brigade française libre d'Orient du colonel Monclar. Il est alors chargé du service médical du Quartier général de la brigade et c'est à ce titre qu'il prend part à la campagne d'Érythrée. En février 1941, il fait la preuve de son courage devant Keren en évacuant des blessés en première ligne sous le feu de l'ennemi et reçoit une première citation.
En juin 1941, il participe à la campagne de Syrie puis est nommé médecin-chef du Groupe sanitaire divisionnaire de la 1re Brigade française libre commandée par le général Koenig, tout en étant chirurgien de l'Ambulance chirurgicale légère. En mai-juin 1942 il est à Bir Hakeim et reçoit une citation soulignant son « mépris du danger le plus absolu ». Lors de la sortie de vive force du 10 juin il s'égare dans l'obscurité mais parvient à éviter les champs de mines et rejoint les échappés. À la seconde bataille d'El Alamein en Égypte il est médecin-chef de l'Ambulance chirurgicale légère (ACL). En 1943, il participe à la campagne de Tunisie puis, embarque avec la 1re division française libre pour l'Italie où il se fait remarquer au moment de la poursuite de l'ennemi au nord de Rome. Débarqué en Provence en août 1944, c'est ensuite la campagne de France jusqu'en Alsace en décembre 1944.

## Après guerre
Il est ensuite professeur à l'École du Pharo à Marseille. En février 1946, il devient chef de la santé publique du Tchad. Charles Vignes meurt brutalement à Fort-Lamy le 4 juin 1951. Il est inhumé à Tailly en Côte d'Or.

## Décorations
- Chevalier de la Légion d'honneur
- Compagnon de la Libération par décret du 27 décembre 1945[1]
- Croix de guerre 1939–1945 (3 citations)
- Croix de guerre des Théâtres d'opérations extérieurs
- Médaille coloniale avec agrafes « Erythrée », « Bir-Hakeim », « Libye », « Tunisie »
- Médaille commémorative de Syrie-Cilicie